# Monument a Washington
El Monument a Washington (en anglès: Washington Monument) normalment fa referència al gran obelisc blanc localitzat en l'extrem oest del National Mall de Washington DC. És un monument commemoratiu al primer president dels Estats Units i líder del revolucionari Exèrcit Continental, George Washington, que va guanyar la independència del país lluitant contra els britànics en la Guerra d'Independència dels Estats Units. El 1884, el monument es va convertir en l'estructura més alta del món, fins que es va construir la Torre Eiffel a 1889.
El monument està elaborat en marbre, granit, pedra arenisca i té una alçada de gairebé 170 m. Va ser dissenyat per Robert Mills, un prominent arquitecte nord-americà de la dècada de 1840. La construcció va començar el 1848 i es va acabar en 1884, gairebé 30 anys després de la mort de l'arquitecte. Aquesta tardança es va deure a la falta de fons originats per la Guerra Civil nord-americana. La diferència en el tipus de marbre (visible aproximadament a partir d'una alçada d'uns 50 metres) delimita la construcció inicial de la segona etapa de construcció. La majoria de la gent considera que va ser una sort que Mills no portés a terme la seva idea original de construir una cúpula sobre columnes a la base del monument.
El Terratrèmol de Virgínia de 2011 va danyar el monument, que va restar tancat fins al 2014.

## Història

### Motivació del monument
Quan la Guerra d'Independència dels Estats Units dels Estats Units va acabar, no hi havia ningú als Estats Units a qui es tingués més respecte que George Washington. Els nord-americans van celebrar la seva habilitat per guanyar la guerra amb inferioritat d'armament i homes inexperts, i admiraven la seva decisió de rebutjar un salari i acceptar només una compensació per a les seves despeses. El van admirar encara més quan es va saber que va rebutjar el projecte d'alguns dels seus homes de fer-lo rei del nou país. No van ser només les coses que va fer, sinó la forma en què les va fer. Abigail Adams, la dona de John Adams, el va descriure com "educat amb dignitat, afable sense familiaritat, distant sense arrogància, serè sense austeritat, modest, savi i bo".
Washington es va retirar a la seva plantació a Mount Vernon després de la guerra, però aviat va haver de decidir de tornar a la vida pública. Es va fer evident que els Articles de la Confederació (Articles of Confederation) havien deixat al govern federal molt debilitat, sense poder apujar els impostos, regular el comerç o controlar les fronteres. Molts com James Madison van començar a demanar una convenció que augmentés la força del govern. Washington no tenia moltes ganes d'anar-hi, ja que tenia assumptes de negocis a Mount Vernon. Finalment va decidir anar-hi, ja que "veure la nació contenta ... és el desig de la meva ànima", i així va treballar com a representant de Virgínia. Durant l'estiu de 1787 la resta de delegats que van triar per presidir les deliberacions que, finalment, donarien lloc a la Constitució dels Estats Units d'Amèrica.
Una part clau de la constitució va ser l'establiment del lloc de president dels Estats Units. Ningú semblava més qualificat per al lloc que Washington, i el 1789 va començar el primer dels seus dos mandats. Va usar el respecte que el seu poble li tenia per desenvolupar el respecte cap a les seves noves institucions, tot i que al mateix temps va intentar fer callar les pors d'aquells que consideraven que el poder del president es convertiria en tan fort com el del rei contra el qual havien lluitat. Així va intentar crear el tipus de govern sòlid que va creure que la nació necessitava, donant suport a un banc nacional, recollint impostos per pagar les despeses, i enfortint l'Exèrcit i l'Armada. Encara que molta gent va voler que es quedés un tercer mandat, el 1797 es va retirar de nou a Mount Vernon.
Washington va morir sobtadament dos anys més tard. La seva mort va provocar gran tristesa, i van sorgir els intents d'honorar-lo. Ja el 1783, el Congrés Continental va decidir "Que fos erigida una estàtua eqüestre de George Washington en el lloc on s'establís la residència del Congrés". La proposta proclamava gravar en l'estàtua: "en honor de George Washington, l'il·lustre comandant de l'Exèrcit dels Estats Units d'Amèrica durant la guerra que va justificar i assegurar la seva llibertat, sobirania i independència". Encara que és fàcil entendre perquè no va passar res mentre el govern no va tenir una seu permanent, tampoc hi va haver progressos quan el Congrés es va establir a Washington DC.
Deu dies després de la mort del president Washington, un comitè del congrés va recomanar un altre tipus de monument. John Marshall, un representant de Virgínia que seria Cap de Justícia dels Estats Units del Tribunal Suprem dels Estats Units, va proposar que s'erigís una tomba al Capitoli dels Estats Units. Però la falta de fons, el desacords sobre el tipus de monument que honraria millor al primer president del país, i la reticència de la família a traslladar el cos van detenir qualsevol tipus de progrés en el projecte. Durant els pròxims anys no hi va haver cap tipus d'avanç.

## Disseny

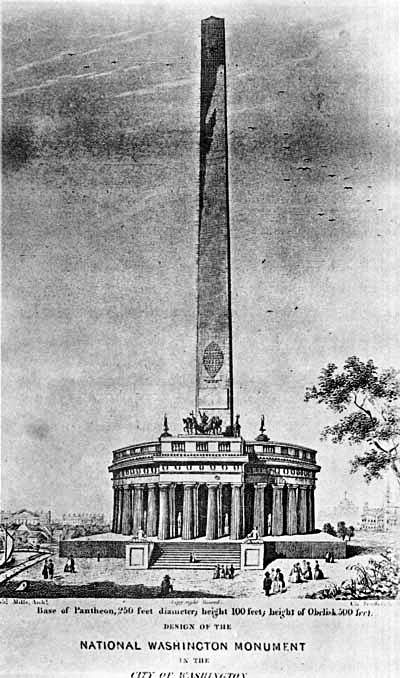
Un esbós de la proposta del Monument a Washington de l'arquitecte Robert Mills cap 1836.

Els esforços per construir el monument finalment es van iniciar en 1833. Aquest any, quan se celebrava el 100 aniversari del naixement de Washington, un gran grup de ciutadans van formar la Societat per al Monument Nacional a Washington. Van començar a recollir donacions, de la manera que Blodgett havia suggerit. A mitjans de la dècada de 1830, havien recollit més de 28.000 dòlars i van anunciar un concurs per al disseny del monument.
El 23 de setembre de 1835, el comitè d'administració de la Societat va descriure les seves expectatives:
Es proposa que en contemplar el monument ha de ser reflex d'aquell en l'honor s'ha construït, sense semblant en el món, i proporcional a la gratitud, llibertat i patriotisme del poble pel qual s'ha erigit Ha d'harmonitzar esplendor amb elegància, i ha de ser al mateix temps de tal magnitud i bellesa com l'orgull del poble americà, i provocarà l'admiració de tot el que ho contempli. Es va fer només amb material nord-americans, de marbre i granit portat de tots els estats, i que tots els estats participin en la glòria de contribuir amb materials i fons per la construcció.
Eln 1848 els membres de la Societat van decidir començar la construcció de l'obelisc i deixar el tema de la columnata per més endavant. Van creure que si usaven als 87.000 dòlars que ja havien recollit, l'aparença del Monument anava a esperonar més donacions per completar el projecte.
Va ser llavors quan el Congrés va donar 150.000 m² de terreny per al projecte. El lloc que Pierre Charles L'Enfant havia triat per al monument (ara conegut com a Embarcador Jefferson) era pantanós i inestable, el que ho feia desaconsellable per suportar l'enorme pes de l'estructura. La nova ubicació estava una mica a l'est i al sud de l'original, però en canvi tenia molts avantatges. "Presenta belles vistes del riu Potomac", com va escriure un membre de la Societat, i "està tan elevat que el monument serà vist des de totes les parts de l'entorn". Com és terreny públic "està segur enfront de futures obstruccions visuals ... i serà vist des de Mount Vernon, on reposen les cendres del nostre cap".

## Construcció

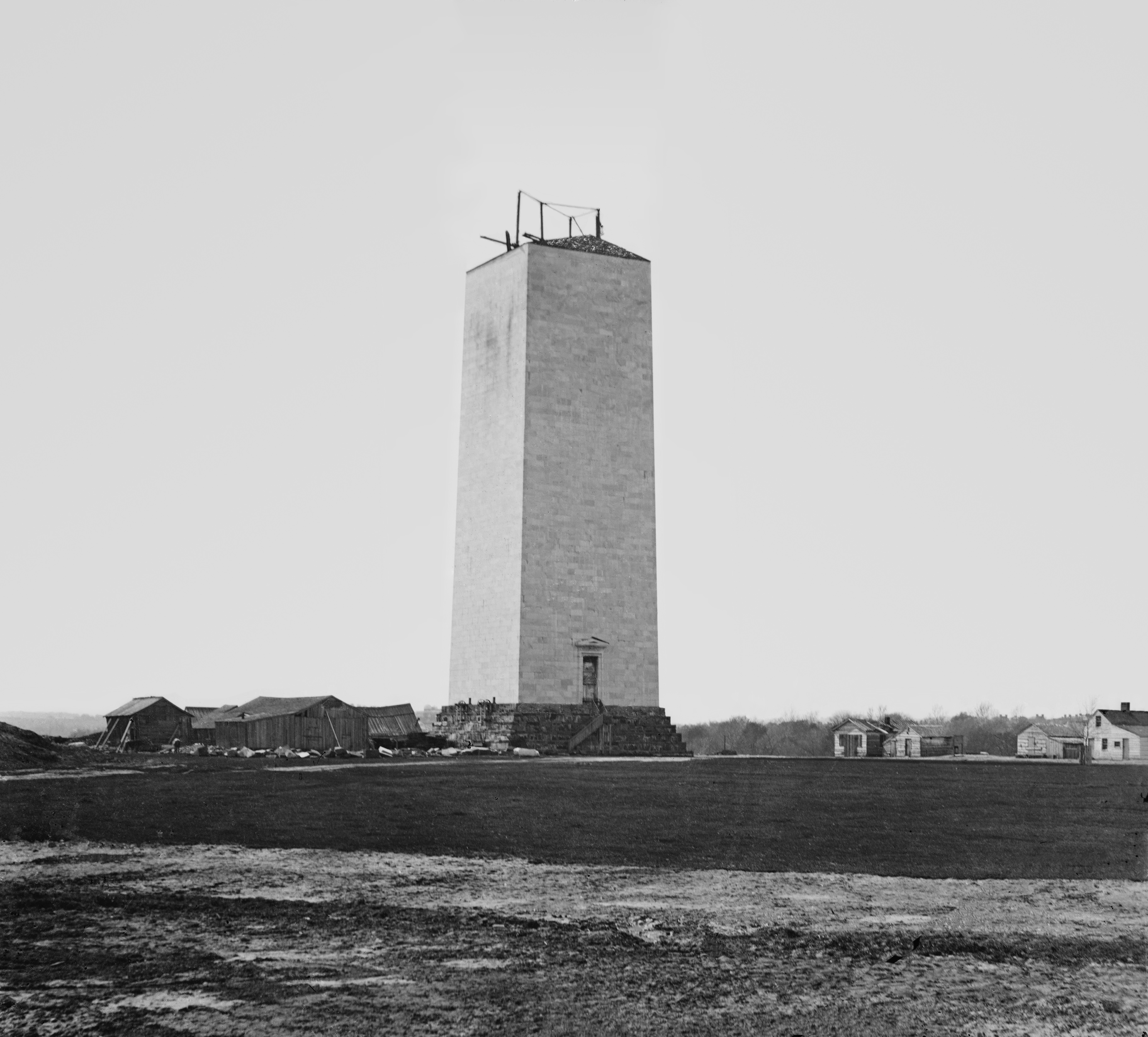
El monument parcialment completat, fotografiat per Mathew Brady cap a 1860.

Les excavacions per als fonaments del Monument a Washington van començar a la primavera de 1848. La primera pedra es va posar el 4 de juliol, en una cerimònia elaborada pels maçons. A aquesta organització fraternal mundial pertanyia George Washington. Els discursos d'aquest dia van mostrar que la nació seguia estimant a Washington. Un celebrant va dir: «No hi haurà més Washingtons en el nostre temps […] Però les seves virtuts s'han gravat en el cor de la humanitat. Qui és gran en el camp de batalla mira amb orgull el lideratge de Washington. El que creix amb saviesa dels seus consells se sent com si imités a Washington. Qui pot renunciar al poder en contra dels desitjos del poble, té el brillant exemple de Washingto.»
Les construccions van continuar fins a 1854 quan les donacions es van acabar. A l'any següent, el Congrés va votar a donar $ 200.000 per continuar els treballs, però van canviar d'idea abans de gastar-se els diners. Aquest canvi d'opinió va arribar perquè es va adoptar una nova política de la Societat el 1849. Es va acordar, després de la petició de gent d'Alabama, que els estats i territoris donessin pedres commemoratives que poguessin encaixar conformant l'edificació. Els membres de la Societat pensaven que aquesta pràctica faria que els ciutadans se sentissin part de la construcció del monument, i també es reduiria el cost de pedres a comprar.
Blocs de marbre de Maryland, de granit i pedra arenisca arribar a ritme constant a l'obra. Tribus índies nord-americanes, organitzacions professionals, societats, negocis i nacions de l'estranger van donar blocs de pedra d'1,2 per 0,6 per 0,3 o 0,5 m (4 peus per 2 peus per 12 o 18 polzades). No obstant això, moltes pedres portaven inscripcions de poca rellevància per al monument. Així, un dels Templers de l'Honor i la Temprança deia "Nosaltres no comprarem ni vendrem ni farem servir com a beguda cap beguda d'alta graduació alcohòlica, ni licors de malta, vi, sidra, o qualsevol altre licor alcohòlic."
No obstant això, una de les pedres commemoratives va ser la que va desencadenar els esdeveniments que van acabar amb la paralització de la donació del Congrés i, conseqüentment, amb la construcció del monument. A principi de la dècada de 1850, el Papa Pius IX va contribuir amb un bloc de marbre. Al març de 1854, membres del partit nord-americà nativista contra el catolicisme (més coneguts com a Know Nothings) van robar la pedra papal en acte de protesta i suposadament la van tirar al riu Potomac. Després, per assegurar-se que el monument complia la definició de ser «nord-americà», els Know-Nothings van organitzar una elecció fraudulenta per aconseguir el poder de la Societat.
El Congrés va retirar immediatament la contribució de 200.000 dòlars. Els Know-Nothings van retenir el control de la Societat fins a 1858, afegint 13 filades al Monument, els quals van ser de tan mala qualitat que posteriorment es van haver de retirar. Incapaços de recollir prou diners per acabar el monument, va baixar el seu suport popular. Finalment, els Know-Nothings es van rendir i van tornar el control a l'antiga Societat, però la parada a les obres va durar fins després de la Guerra Civil. Com es pot apreciar, el terç inferior del monument té un color diferent a la resta. Quan la construcció es va reprendre després de la Guerra Civil, els constructors no van poder trobar la mateixa pedra utilitzada amb anterioritat, per la qual cosa l'aparença va canviar.
L'interès pel monument va créixer després de la fi de la Guerra Civil. Els enginyers van estudiar en diverses ocasions els fonaments per veure si encara eren prou resistents. El 1876, durant el centenari de la Declaració d'Independència dels Estats Units, el Congrés va accedir a donar uns altres 200.000 $ per prosseguir la construcció. El monument, que havia quedat durant gairebé 20 anys amb menys d'un terç de l'alçada planejada, semblava que seria completat finalment.

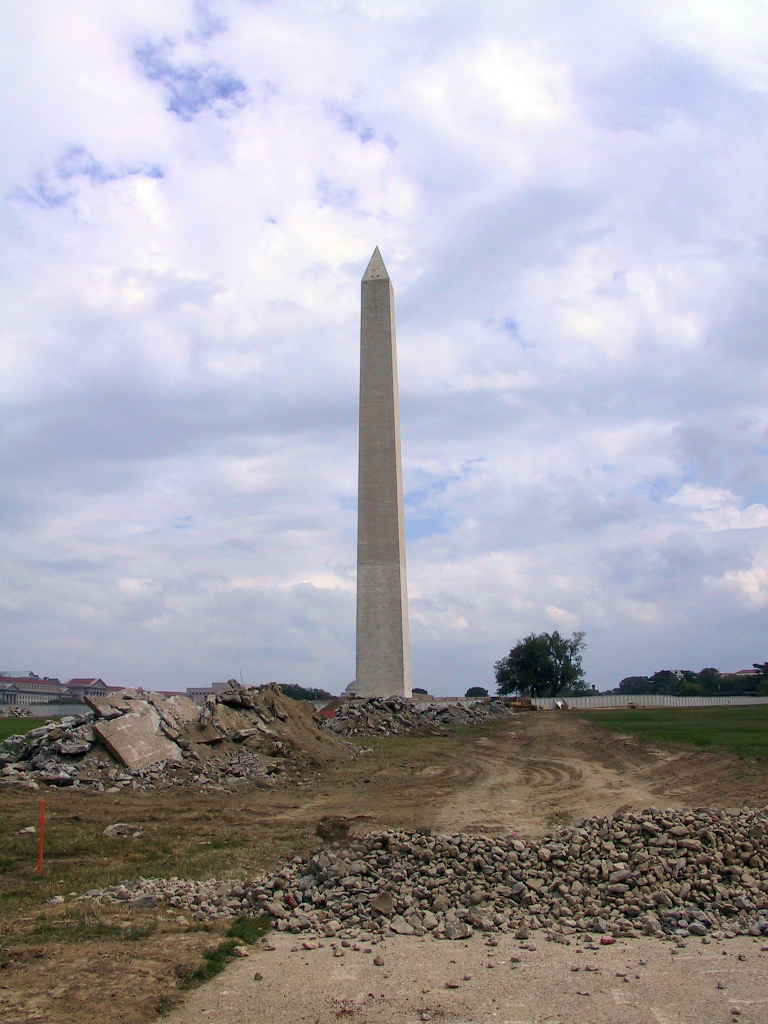
Els terrenys del Monument a Washington en fase de redisseny i per millorar la seguretat en 2004.

Abans de poder posar-s'hi a treballar de nou, van tornar a sorgir crítiques del disseny apropiat. Molts pensaven que només l'obelisc, sense les columnes del voltant, seria massa breu. L'arquitecte Mills era conegut per haver dit que el monument sense les columnes seria com "un ram d'espàrrecs". Un altre crític va dir que oferia "poc per a estar-ne orgullosos".
Aquesta actitud va portar a la gent a enviar dissenys alternatius. Tant la Societat per al Monument Nacional a Washington com el Congrés van mantenir converses sobre com s'havia d'acabar el monument. La Societat va considerar 5 nous dissenys, concloent que el de William Wetmore Story semblava "molt superior a gust artístic i bellesa". El Congrés també va discutir sobre els nous cinc dissenys així com l'original de Mills. Mentre es decidien es va mantenir l'ordre de seguir construint l'obelisc. Finalment els membres de la Societat van acordar abandonar la idea de les columnes i modificar l'obelisc perquè complís les proporcions clàssiques egípcies.
La construcció es va reprendre el 1879, sota la direcció del Tinent Coronel Thomas Lincoln Casey del Cos d'Enginyers de l'Armada dels Estats Units. Casey redissenyar els fonaments perquè poguessin suportar una estructura el pes final seria de més de 40.000 tones. Llavors, seguint les ordres de la Societat, va aconseguir utilitzar les pedres commemoratives que havien quedat acumulades. Encara que molta gent les ridiculitzava, Casey va aconseguir posar les 193 a les zones interiors.
La construcció del monument anava a gran velocitat, ja que el Congrés aportava els fons suficients. En quatre anys es va acabar, amb una última pedra de 100 unces (2,8 quilograms) posada el 6 de desembre de 1884, durant la celebració d'una cerimònia. En aquella època va ser el tros d'alumini emmotllat. El monument es va obrir al públic el 9 d'octubre de 1888.

### Inauguració

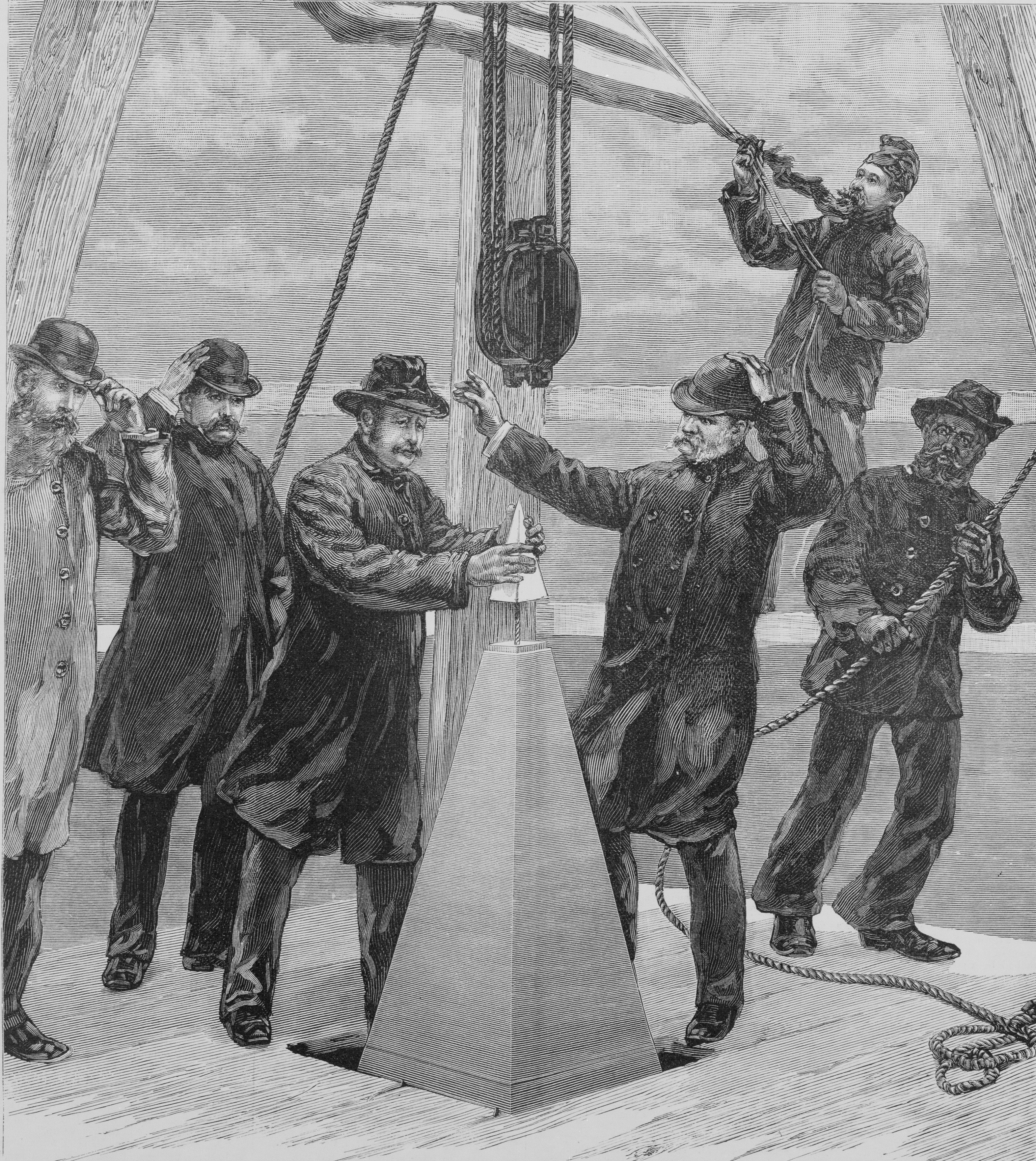
Moment de la col·locació de Piramidó sobre l'última pedra.

Quan es va concloure era la més alta construcció del món. Encara és la més alta construcció de Washington DC, i a causa de les lleis de 1910, restringint l'alçada dels edificis (no poden ser més alts que l'amplada del carrer en les quals estan, més 6 metres). Hi ha una manca de coneixement sobre la llei, ja que molta gent creu que els edificis no poden ser majors que el Monument a Washington, encara que en la llei no es nomena aquest monument. Els obeliscos de l'antiguitat no tenien altures majors de 30 metres, el que fa d'aquest monument un obelisc molt més gran dels que es troben en capitals d'Europa i Egipte.
El Monument a Washington va atreure a multitud de gent, fins i tot abans d'obrir-se oficialment. Durant els sis mesos posteriors a la inauguració 10.041 persones van pujar els 893 esglaons fins al cim. El nombre de visitants va augmentar quan es va adaptar l'ascensor que fins ara s'utilitzava per portar material al cim al transport de persones. Cap a 1888 unes 55.000 persones pujaven al cim cada mes, i actualment el monument és visitat per més de 800.000 turistes l'any. Com totes les àrees administrades pel Servei Nacional de Parcs, el monument es va inscriure en el Registre Nacional de Llocs Històrics el 15 d'octubre de 1966.
El desembre de 1982, el monument va ser «pres com a ostatge» durant deu hores per un manifestant contra les armes nuclears. Deia tenir explosius en una furgoneta que va aparcar al costat del monument. Vuit turistes que es trobaven en el monument al moment de l'incident van poder ser alliberats. L'incident es va acabar quan la Policia de Parcs dels Estats Units va obrir foc contra Mayer i el va matar. El monument va resultar intacte, i es va descobrir que Mayer no portava cap explosiu.
El 4 de juliol de 2005 es va completar el projecte per millorar la seguretat de l'entorn del monument. El disseny va consistir en una sèrie de murets circulars concèntrics de 0,76 metres d'alçada (30 polzades), dissenyats per permetre el pas de vianants o ciclistes, però impedir el de vehicles. A més, al setembre de 2004, se'n va millorar  la il·luminació exterior.
Els visitants van ser evacuats el 7 d'octubre de 2005 després una amenaça de bomba que mai es va trobar. Una segona amenaça de bomba es va rebre el 13 d'octubre de 2005, amb el mateix resultat.

## Detalls de la construcció
El monument complet s'eleva 169,29 metres. Durant del primera fase de 1848 a 1858 va atènyer 46 metres d'alçada, sota la direcció del superintendent William Daugherty. L'exterior es va fer amb marbre blanc de Texas (Maryland), prop de Cockeysville (Maryland), i de Sheffield (Massachusetts). La segona fase es va fer pel Cos d'Enginyers de l'Armada dels Estats Units, de 1878 a 1888, dirigit pel lloctinent coronal Thomas L. Casey amb arbre blanc d'una altra pedrera de Cockeysville i l'interior amb granit de Maine. El Piramidó és d'alumini, un metall molt rar en aquella època, el valor era proper al de l'argent. El va elaborar William Frishmuth.

### Inscripcions
Les quatre cares del Piramidó tenen les següents inscripcions en anglès:
| Cara nord | JOINT COMMISSION AT SETTING OF CAPSTONE. CHESTER A. ARTHUR. W. W. CORCORAN, Chairman. M. E. BELL. EDWARD CLARK. JOHN NEWTON. Act of August 2, 187                                                                 |
| Cara oest | CORNER STONE LAID ON BED OF FOUNDATION JULY 4, 1848. FIRST STONE AT HEIGHT OF 152 FEET LAID AUGUST 7, 1880. CAPSTONE SET DECEMBER 6, 1884                                                                         |
| Cara sud  | CHIEF ENGINEER AND ARCHITECT, THOS. LINCOLN CASEY, COLONEL, CORPS OF ENGINEERS.foundhere Assistants: GEORGE W. DAVIS, CAPTAIN, 14TH INFANTRY, BERNARD R. GREEN, CIVIL ENGINEER. Master Mechanic. P. H. MCLAUGHLIN |
| Cara est  | LAUS DEO. |

Traduïdes al català:
| Cara nord | COMISSIÓ MIXTA A LA POSADA DE L'ÚLTIMA PEDRA. CHESTER A. ARTHUR. W. W. Corcoran, President. M. E. BELL. EDWARD CLARK. JOHN NEWTON. Acte de 2 d'agost de 1876.                                |
| Cara oest | PRIMERA PEDRA POSADA A LA FONAMENTACIÓ EL 4 DE JULIOL DE 1848. PRIMERA PEDRA POSADA A L'ALTURA DE 152 PEUS EL 7 DE AGOST DE 1880. ÚLTIMA PEDRA POSADA EL 6 DE DESEMBRE DE 1884.              |
| Cara sud  | ENGINYER CAP I ARQUITECTE, Thos. LINCOLN CASEY, CORONEL, COS D'ENGINYERS. Ajudants: GEORGE W. DAVIS, CAPITÀ, INFANTERIA, BERNARD R. GREEN, ENGINYER CIVIL. Mestre Mecànic. P. H. MCLAUGHLIN. |
| Cara est  | LAUS DEO. Lloat sigui el Senyor (en llatí) |

El cost total del monument va ser d'1.187.710 $.

### Estructura exterior
- Alçada total del monument: 169,294 m
- Alçada des de l'entrada al nivell d'observació: 152 m
- Amplada a la base del monument: 16,80 m
- Amplada al final de l'ascensor: 10,5 m
- Amplada dels murs a la base: 4,6 m
- Amplada de les murs en el nivell d'observació: 460 mm
- Pes total del monument: 82.421 tones
- Nombre de blocs de pedra: 36.491

### Piramidó superior i última pedra
- Pes de Piramidó superior: 172 t
- Pes de la darrera pedra: 1,5 t
- Longitud de cada costat de l'última pedra: 914 mm
- Amplada del Piramidó d'alumini: 142 mm en cadascun dels quatre costats
- Alçada de la punta de Piramidó d'alumini: 226 mm
- Pes de la punta d'alumini: 2,8 kg

### Fonaments
- Profunditat dels fonaments: 11,23 m
- Pes dels fonaments: 33.486 tones
- Àrea dels fonaments: 1487 m²

### Interior
- Nombre de pedres commemoratives a les escales: 193
- Instal·lació de l'ascensor actual: 1998
- Configuració de la cabina de l'ascensor actual: 2001
- Temps de pujada de l'ascensor: un minut
- Nombre de graons fins al cim: 897